# Baiacu-verde-pintado
Tetraodon nigroviridis é um baiacu chamado de baiacu-verde-pintado (o outro baiacu - verde é o Tetraodon fluviatilis). Ele é encontrado no Sul da Ásia e Sudeste Asiático no litoral,água doce e água salobra water habitats. Tetraodon nigroviridis chega de 15 cm a 17 cm (5.9 pol).

## Ecologia
Adultos,os Tetraodon nigroviridis são encontrados em correntes de água doce, rios, e floodplains. Também são encontrados em manguezais.A diet consiste em pequenos invertebrados incluindo moluscos, crustáceos e algumas plantas. A espécie é Lepidófaga, ou seja, se alimenta das escamas de outros peixes.